# Alberto I della Scala
Alberto I della Scala (fallecido el 3 de septiembre de 1301) fue señor de Verona desde 1277, miembro de la familia Scaligeri.

## Biografía

### Orígenes y ascenso
Hijo de Jacopino della Scala, fue podestá de Mantua en 1272 y 1275. En 1269 Alberto sucedió a su hermano, Mastino, que era el gobernante de facto de Verona desde 1259, en el cargo de potestas mercartorum que supervisaba toda la producción y el comercio de la ciudad.

### Gobierno y conflictos
El 27 de octubre de 1277, tras el asesinato de Mastino, Alberto fue elegido por la asamblea popular como "Capitán y Rector" vitalicio de los gastaldos y el pueblo de Verona.
A diferencia de su hermano, cuyo poder no residía en un título específico, Mastino utilizó su posición para convertirse en el señor de la ciudad: todos los funcionarios debían jurarle lealtad, creó una burocracia y estableció una guardia personal armada leal únicamente a él.
Alberto consolidó aún más su posición mediante alianzas matrimoniales con otras casas italianas, tratados con Mantua y la República de Venecia, y la repulsión de un ataque güelfo a Verona en 1278-79.

### Muerte y sucesión
Alberto murió en Verona en 1301 y fue sucedido por su hijo Bartolomeo, quien había estado asociado como gobernante con su padre durante varios años.
Sus otros hijos Alboino y Cangrande también fueron señores de Verona desde 1304 y 1312, respectivamente. Su hija Costanza se casó con Obizzo II d'Este, marqués de Ferrara, como su segunda esposa.

## Sucesión
| Predecesor: Mastino I della Scala (1259-1277) | Señor de Verona 1277 - 1301 | Sucesor: Bartolomeo I della Scala (1301-1304) |

- Datos: Q322158
- Multimedia: Alberto I della Scala / Q322158